# Barbacenia plantaginea
Barbacenia plantaginea är en enhjärtbladig växtart som beskrevs av Lyman Bradford Smith. Barbacenia plantaginea ingår i släktet Barbacenia och familjen Velloziaceae. Inga underarter finns listade.